# Dvorovi
Dvorovi är en ort i Bosnien och Hercegovina.   Den ligger i entiteten Republika Srpska, i den nordöstra delen av landet, 130 km nordost om huvudstaden Sarajevo. Dvorovi ligger 85 meter över havet och antalet invånare är 1 710.
Terrängen runt Dvorovi är mycket platt, och sluttar norrut. Närmaste större samhälle är Bijeljina, 6,5 km sydväst om Dvorovi. 
Trakten runt Dvorovi består till största delen av jordbruksmark. Runt Dvorovi är det ganska tätbefolkat, med 104 invånare per kvadratkilometer.